# Антон Кутатели
Антон Кутатели (Антон Сагирисдзе, груз. ანტონ ქუთათელი) — архиепископ Кутаиси в XII веке.

## Биография
После смерти Георгия III, архиепископ Кутаиси, «достойный и благословенный монах» Антон Сагирисдзе был приглашен и попросили взять в свои руки корону, так как в соответствии с церковным рейтингом, ему было поручено венчать монарха на церемонии коронации. Вдохновленный доверием царицы Тамары и ее сторонников, Антон Кутатели, который руководил синодом, попытался предотвратить участие Михаила IV в синоде. Однако синод не смог доказать, что Михаил незаконно занимает свою должность, и не смог отстранить его. Во время восстания Георгия, мужа Тамары, примерно в 1191 году, Антон Кутатели и другие церковные и светские деятели были посланы, чтобы разговориться с мятежниками и выяснить причину восстания. Но их миссия завершилась неудачей.